# Amblypodia quercoides
Amblypodia quercoides är en fjärilsart som beskrevs av Johannes Karl Max Röber 1886. Amblypodia quercoides ingår i släktet Amblypodia och familjen juvelvingar. Inga underarter finns listade i Catalogue of Life.